# نواس (فيروزكوه)
نواس (بالفارسية: نواس) هي قرية تقع في Poshtkuh Rural District في إيران.